# Rasul Dzhukáyev
Rasul Magomédovich Dzhukáyev (en ruso: Расул Магомедович Джукаев; Grozni, 11 de agosto de 1984) es un deportista ruso de origen checheno que compitió en lucha libre.
Ganó una medalla de plata en el Campeonato Mundial de Lucha de 2009 y una medalla de bronce en el Campeonato Europeo de Lucha de 2008, ambas en la categoría de 66 kg.

## Palmarés internacional
| Campeonato Mundial | Campeonato Mundial  | Campeonato Mundial | Campeonato Mundial |
| Año                | Lugar               | Medalla            | Categoría          |
| ------------------ | ------------------- | ------------------ | ------------------ |
| 2009               | Herning (Dinamarca) | Medalla de plata   | 66 kg              |
| Campeonato Europeo |                     |                    |                    |
| Año                | Lugar               | Medalla            | Categoría          |
| 2008               | Tampere (Finlandia) | Medalla de bronce  | 66 kg              |